# Cornuamesus biscayensis
Cornuamesus biscayensis is een pissebed uit de familie Ischnomesidae. De wetenschappelijke naam van de soort is voor het eerst geldig gepubliceerd in 1975 door Chardy.